# Денч, Джуди
Дама Джу́дит Оли́вия (Джу́ди) Денч (англ. Judith Olivia «Judi» Dench; род. 9 декабря 1934, Йорк, Великобритания) — британская актриса театра и кино. Обладательница премии «Оскар», двух премий «Золотой глобус», двух премий Гильдии киноактёров США, шести премий BAFTA, четырёх премий BAFTA TV, семи наград Лоренса Оливье, премии «Тони». Кавалер ордена Кавалеров Почёта (2005), дама-командор ордена Британской империи (1988).

## Детство и личная жизнь
Джуди Денч родилась в английском городе Йорке в семье практикующего врача Реджинальда Артура Денча и его супруги Элеаноры Олив (в девичестве — Джонс). Её отец служил также штатным врачом Йоркского королевского театра, поэтому живая и непоседливая Джуди, любящая рисовать и танцевать, оказалась вовлечена и в театральную среду. Старший брат Джуди Джеффри Денч (1928—2014) также был актёром.
5 февраля 1971 года Денч вышла замуж за своего коллегу, актёра Королевской Шекспировской труппы Майкла Уильямса, на следующий год у них родилась дочь Тара Крессида Френчес (в настоящее время известна как актриса Финти Уильямс). 11 января 2001 года Уильямс скончался от рака.
По вероисповеданию — квакер.

## Профессиональная карьера в театре и кино

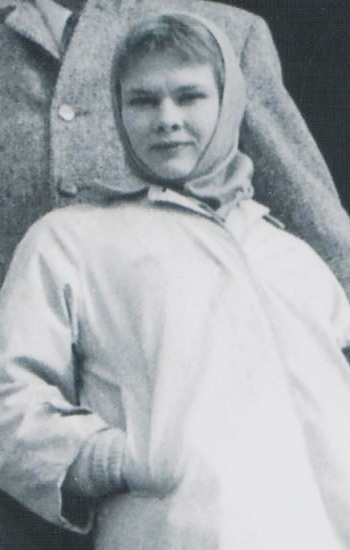
1959 год

Дебют Джуди Денч на профессиональной сцене состоялся в 1957 году в лондонском театре Old Vic в роли Офелии в «Гамлете». В 1960 году на сцене театра Олд Вик Денч сыграла Джульетту Капулетти в спектакле «Ромео и Джульетта» в постановке Франко Дзеффирелли. В 1961 году она поступила в Королевский Шекспировский театр.
Известность Денч принесли такие картины, как серия эпопеи о Джеймсе Бонде «Золотой глаз», где она сыграла М — босса Бонда, и «Влюблённый Шекспир», в которой она исполнила роль королевы Елизаветы I. Занимающая восемь минут экранного времени роль принесла ей «Оскара».
В фильме «Айрис» исполнила роль писательницы Айрис Мёрдок.
В 2005 году вышел фильм «Миссис Хендерсон представляет» — история, основанная на реальных событиях, в котором Денч сыграла эксцентричную пожилую англичанку, решившую после смерти мужа приобрести театр, чтобы развеять грусть одиночества. Её партнёром по съёмочной площадке стал Боб Хоскинс. За эту роль Денч также номинировалась на «Оскара». В том же году состоялась премьера фильма «Гордость и предубеждение». Денч исполнила роль леди Кэтрин де Бёр.
В мае 2006 была принята в Королевское общество покровительства искусствам.
25 декабря 2006 года вышла драма «Скандальный дневник» режиссёра Ричарда Айри. В нём леди Денч сыграла школьную учительницу, шантажирующую свою коллегу (в исполнении Кейт Бланшетт). Актриса в шестой раз выдвигалась на премию «Оскар».
В 2013 году исполнила главную роль ирландки, разыскивающей своего сына, в драме «Филомена». Это перевоплощение принесло ей новые номинации на «Оскар», «Золотой глобус» и BAFTA.
В 2022 году была восьмой раз в карьере номинирована на «Оскар» (третий раз в категории «Лучшая женская роль второго плана») за работу в фильме «Белфаст». Денч стала одним из самых возрастных номинантов в истории премии «Оскар». Награда досталась Ариане Дебос за фильм «Вестсайдская история».

## Избранная фильмография
| Фильмы | Фильмы                                      | Фильмы                                      | Фильмы                     | Фильмы |
| Год    | На русском языке                            | На языке оригинала                          | Роль                       |        |
| ------ | ------------------------------------------- | ------------------------------------------- | -------------------------- | ------ |
| 1968   | Сон в летнюю ночь                           | A Midsummer Night’s Dream                   | Титания                    |        |
| 1981   | Вишнёвый сад                                | The Cherry Orchard                          | Любовь Андреевна Раневская |        |
| 1985   | Комната с видом                             | A Room with a View                          | Элеанора Лавиш             |        |
| 1989   | Генрих V                                    | Henry V                                     | Миссис Куикли              |        |
| 1995   | Золотой глаз                                | Golden Eye                                  | М                          |        |
| 1997   | Миссис Браун                                | Mrs. Brown                                  | Виктория                   |        |
| 1997   | Завтра не умрёт никогда                     | Tomorrow Never Dies                         | М                          |        |
| 1998   | Влюблённый Шекспир                          | Shakespeare in Love                         | Елизавета I                |        |
| 1999   | Чай с Муссолини                             | Tea With Mussolini                          | Арабелла                   |        |
| 1999   | И целого мира мало                          | The World Is Not Enough                     | М                          |        |
| 2000   | Шоколад                                     | Chocolat                                    | Арманда Вуазен             |        |
| 2000   | Последняя из блондинок-красоток             | The Last of the Blonde Bombshells           | Элизабет                   |        |
| 2001   | Айрис                                       | Iris                                        | Айрис Мёрдок               |        |
| 2001   | Корабельные новости                         | The Shipping News                           | Агнесса Хамм               |        |
| 2002   | Как важно быть серьёзным                    | The Importance of Being Earnest             | леди Брэкнелл              |        |
| 2002   | Умри, но не сейчас                          | Die Another Day                             | М                          |        |
| 2004   | Хроники Риддика                             | The Chronicles of Riddick                   | посол Эреон                |        |
| 2004   | Дамы в лиловом                              | Ladies in Lavender                          | Урсула                     |        |
| 2005   | Гордость и предубеждение                    | Pride and prejudice                         | леди Кэтрин де Бёр         |        |
| 2005   | Миссис Хендерсон представляет               | Mrs Henderson Presents                      | Лора Хендерсон             |        |
| 2006   | Скандальный дневник                         | Notes on a scandal                          | Барбара Коветт             |        |
| 2006   | Казино «Рояль»                              | Casino Royale                               | М                          |        |
| 2007   | Крэнфорд                                    | Cranford                                    | Матильда Дженкинс          |        |
| 2008   | Квант милосердия                            | Quantum of Solace                           | М                          |        |
| 2009   | Девять                                      | Nine                                        | Лиллиан Ла Флёр            |        |
| 2009   | Возвращение в Крэнфорд                      | Return to Cranford                          | Матильда Дженкинс          |        |
| 2011   | Дж. Эдгар                                   | J. Edgar                                    | Энни Мари Гувер            |        |
| 2011   | 7 дней и ночей с Мэрилин                    | My Week with Marilyn                        | Дама Сибил Торндайк        |        |
| 2011   | Джейн Эйр                                   | Jane Eyre                                   | миссис Фэйрфакс            |        |
| 2011   | Пираты Карибского моря: На странных берегах | Pirates of the Caribbean: On stranger tides | аристократка (камео)       |        |
| 2012   | Отель «Мэриголд». Лучший из экзотических    | The Best Exotic Marigold Hotel              | Эвелин                     |        |
| 2012   | Муж двух жён                                | Run for Your Wife                           | бомжиха                    |        |
| 2012   | 007: Координаты «Скайфолл»                  | Skyfall                                     | М                          |        |
| 2013   | Филомена                                    | Philomena                                   | Филомена Ли                |        |
| 2015   | Отель «Мэриголд». Заселение продолжается    | The Second Best Exotic Marigold Hotel       | Эвелин                     |        |
| 2015   | 007: Спектр                                 | Spectre                                     | M (видеосообщение)         |        |
| 2015   | «Ахап Ереч» Роальда Даля                    | Roald Dahl’s Esio Trot                      | миссис Лавиния Силвер      |        |
| 2016   | Дом странных детей мисс Перегрин            | Miss Peregrine’s Home for Peculiar Children | мисс Эвосет                |        |
| 2017   | Тюльпанная лихорадка                        | Tulip Fever                                 | аббатиса Святой Урсулы     |        |
| 2017   | Виктория и Абдул                            | Victoria and Abdul                          | королева Виктория          |        |
| 2017   | Убийство в «Восточном экспрессе»            | Murder on the Orient Express                | княгиня Драгомирова        |        |
| 2018   | Код «Красный»                               | Red Joan                                    | Джоан                      |        |
| 2019   | Кошки                                       | Cats                                        | старая Дьютерономи         |        |
| 2020   | Артемиус Фаул                               | Artemis Fowl                                | коммандер Рут              |        |
| 2020   | Шесть минут до полуночи                     | Six Minutes to Midnight                     | мисс Роколл                |        |
| 2021   | Бывшая с того света                         | Blithe Spirit                               | мадам Аркати               |        |
| 2021   | Белфаст                                     | Belfast                                     | бабушка Бадди              |        |
| 2022   | Аллилуйя                                    | Allelujah                                   | Мэри Мосс                  |        |

## Награды и номинации
Полный список наград и номинаций на сайте IMDb.
| Награды и номинации            | Награды и номинации | Награды и номинации                               | Награды и номинации                      | Награды и номинации |
| Награда                        | Год                 | Категория                                         | Работа                                   | Результат           |
| ------------------------------ | ------------------- | ------------------------------------------------- | ---------------------------------------- | ------------------- |
| Оскар                          | 1998                | Лучшая женская роль                               | Миссис Браун                             | Номинация           |
| Оскар                          | 1999                | Лучшая женская роль второго плана                 | Влюблённый Шекспир                       | Победа              |
| Оскар                          | 2001                | Лучшая женская роль второго плана                 | Шоколад                                  | Номинация           |
| Оскар                          | 2002                | Лучшая женская роль                               | Айрис                                    | Номинация           |
| Оскар                          | 2006                | Лучшая женская роль                               | Миссис Хендерсон представляет            | Номинация           |
| Оскар                          | 2007                | Лучшая женская роль                               | Скандальный дневник                      | Номинация           |
| Оскар                          | 2014                | Лучшая женская роль                               | Филомена                                 | Номинация           |
| Оскар                          | 2022                | Лучшая женская роль второго плана                 | Белфаст                                  | Номинация           |
| BAFTA                          | 1966                | Лучший новичок                                    | Утром вчетвером                          | Победа              |
| BAFTA                          | 1986                | Лучшая женская роль второго плана                 | Уэтерби                                  | Номинация           |
| BAFTA                          | 1987                | Лучшая женская роль второго плана                 | Комната с видом                          | Победа              |
| BAFTA                          | 1988                | Лучшая женская роль второго плана                 | Черинг Кросс Роуд, 84                    | Номинация           |
| BAFTA                          | 1989                | Лучшая женская роль второго плана                 | Пригоршня праха                          | Победа              |
| BAFTA                          | 1998                | Лучшая женская роль                               | Миссис Браун                             | Победа              |
| BAFTA                          | 1999                | Лучшая женская роль второго плана                 | Влюблённый Шекспир                       | Победа              |
| BAFTA                          | 2001                | Лучшая женская роль второго плана                 | Шоколад                                  | Номинация           |
| BAFTA                          | 2001                | Academy Fellowship                                |                                          | Победа              |
| BAFTA                          | 2002                | Лучшая женская роль второго плана                 | Корабельные новости                      | Номинация           |
| BAFTA                          | 2002                | Лучшая женская роль                               | Айрис                                    | Победа              |
| BAFTA                          | 2006                | Лучшая женская роль                               | Миссис Хендерсон представляет            | Номинация           |
| BAFTA                          | 2007                | Лучшая женская роль                               | Скандальный дневник                      | Номинация           |
| BAFTA                          | 2012                | Лучшая женская роль второго плана                 | 7 дней и ночей с Мэрилин                 | Номинация           |
| BAFTA                          | 2013                | Лучшая женская роль второго плана                 | 007: Координаты «Скайфолл»               | Номинация           |
| BAFTA                          | 2014                | Лучшая женская роль                               | Филомена                                 | Номинация           |
| BAFTA TV                       | 1968                | Лучшая женская роль                               | Разговор с незнакомцем                   | Победа              |
| BAFTA TV                       | 1980                | Лучшая женская роль                               | Макбет/BBC2: Пьеса недели/ITV: Театр     | Номинация           |
| BAFTA TV                       | 1982                | Лучшая женская роль                               | Красивая любовь/Театр BBC2/Вишнёвый сад  | Победа              |
| BAFTA TV                       | 1983                | Лучшая комедийная роль                            | Красивая любовь                          | Номинация           |
| BAFTA TV                       | 1984                | Лучшая комедийная роль                            | Красивая любовь                          | Номинация           |
| BAFTA TV                       | 1984                | Лучшая женская роль                               | Сайгон: Год кошки                        | Номинация           |
| BAFTA TV                       | 1985                | Лучшая комедийная роль                            | Красивая любовь                          | Победа              |
| BAFTA TV                       | 1990                | Лучшая женская роль                               | Плохое поведение                         | Номинация           |
| BAFTA TV                       | 1998                | Лучшая комедийная роль                            | Время идёт                               | Номинация           |
| BAFTA TV                       | 2001                | Лучшая женская роль                               | Последняя из блондинок-красоток          | Победа              |
| BAFTA TV                       | 2008                | Лучшая женская роль                               | Крэнфорд                                 | Номинация           |
| Золотой глобус                 | 1998                | Лучшая женская роль в драме                       | Миссис Браун                             | Победа              |
| Золотой глобус                 | 1999                | Лучшая женская роль второго плана                 | Влюблённый Шекспир                       | Номинация           |
| Золотой глобус                 | 2001                | Лучшая женская роль второго плана                 | Шоколад                                  | Номинация           |
| Золотой глобус                 | 2001                | Лучшая женская роль в мини-сериале или телефильме | Последняя из блондинок-красоток          | Победа              |
| Золотой глобус                 | 2002                | Лучшая женская роль в драме                       | Айрис                                    | Номинация           |
| Золотой глобус                 | 2006                | Лучшая женская роль в комедии или мюзикле         | Миссис Хендерсон представляет            | Номинация           |
| Золотой глобус                 | 2007                | Лучшая женская роль в драме                       | Скандальный дневник                      | Номинация           |
| Золотой глобус                 | 2009                | Лучшая женская роль в мини-сериале или телефильме | Крэнфорд                                 | Номинация           |
| Золотой глобус                 | 2011                | Лучшая женская роль в мини-сериале или телефильме | Возвращение в Крэнфорд                   | Номинация           |
| Золотой глобус                 | 2013                | Лучшая женская роль в комедии или мюзикле         | Отель «Мэриголд». Лучший из экзотических | Номинация           |
| Золотой глобус                 | 2014                | Лучшая женская роль в драме                       | Филомена                                 | Номинация           |
| Золотой глобус                 | 2018                | Лучшая женская роль в комедии или мюзикле         | Виктория и Абдул                         | Номинация           |
| Эмми                           | 2001                | Лучшая женская роль в мини-сериале или фильме     | Последняя из блондинок-красоток          | Номинация           |
| Эмми                           | 2008                | Лучшая женская роль в мини-сериале или фильме     | Крэнфорд                                 | Номинация           |
| Эмми                           | 2010                | Лучшая женская роль в мини-сериале или фильме     | Возвращение в Крэнфорд                   | Номинация           |
| Премия Гильдии киноактёров США | 1998                | Лучшая женская роль                               | Миссис Браун                             | Номинация           |
| Премия Гильдии киноактёров США | 1999                | Лучшая женская роль второго плана                 | Влюблённый Шекспир                       | Номинация           |
| Премия Гильдии киноактёров США | 2001                | Лучшая женская роль в телефильме или мини-сериале | Последняя из блондинок-красоток          | Номинация           |
| Премия Гильдии киноактёров США | 2001                | Лучшая женская роль второго плана                 | Шоколад                                  | Победа              |
| Премия Гильдии киноактёров США | 2002                | Лучшая женская роль второго плана                 | Корабельные новости                      | Номинация           |
| Премия Гильдии киноактёров США | 2002                | Лучшая женская роль                               | Айрис                                    | Номинация           |
| Премия Гильдии киноактёров США | 2006                | Лучшая женская роль                               | Миссис Хендерсон представляет            | Номинация           |
| Премия Гильдии киноактёров США | 2007                | Лучшая женская роль                               | Скандальный дневник                      | Номинация           |
| Премия Гильдии киноактёров США | 2014                | Лучшая женская роль                               | Филомена                                 | Номинация           |
| Премия Гильдии киноактёров США | 2018                | Лучшая женская роль                               | Виктория и Абдул                         | Номинация           |
| Тони                           | 1999                | Лучшая женская роль в пьесе                       | Точка зрения Эми                         | Победа              |